# Diga di Merowe
La diga di Merowe anche conosciuta come Progetto Idrico Multi-Funzionale di Merowe o anche come Diga Hamdab è una grande costruzione nel Nord del Sudan a circa 350 km a nord di Khartoum. È situata sul Nilo vicino alla Quarta Cateratta, dove
il fiume si divide in più piccoli emissari con in mezzo grandi isole. La città di Merowe è circa 40 km a valle della diga. La diga è stata costruita principalmente per la produzione di energia elettrica. È la più grande diga attualmente esistente in Africa.

## Dettagli tecnici
La diga è lunga 9 km ed è alta 67 m. Essa forma un lago di 12,5 km³ d'acqua che corrisponde a circa il 20% del flusso annuo del fiume Nilo. Il lago è lungo 174 km.
La diga è equipaggiata da 10 turbine modello Francis da 125 MW l'una, ogni singola turbina ha bisogno del flusso di 300 m³/s per funzionare ed attivare l'alternatore da 150 MVA, alla tensione di 15 kV.
I costruttori hanno previsto un'erogazione annua di 5,5 TWh, corrispondente a un carico di 625 Megawatt} che è circa il 50% della portata massima della centrale idroelettrica. Per distribuire tutta questa elettricità il governo Sudanese ha previsto la costruzione di una rete elettrica composta da: 500 km di cavi aerei da 500 kV attraverso il Deserto di Bayudah verso Atbara continuando poi verso Omdurman/Khartoum, così come altri 1000 km di cavi aerei da 220 kV verso oriente per collegare Port Sudan e verso occidente per collegare le città di Merowe, Al Dabbah e Dongola situate lungo le sponde del Nilo.

## Pianificazione e costruzione
L'idea di una diga nei pressi della Quarta Cateratta del Nilo risale alla prima metà del XX secolo. Quando il Sudan ricevette l'indipendenza nel 1956 dalle autorità Anglo-Egiziane, l'Egitto decise finalmente di costruirne una nel proprio territorio: la Diga di Assuan ed il Lago Nasser.
Il Sudan nel 1979, sotto il governo del Presidente Nimeiri ha provato a resuscitare il progetto ma non ci riuscì per mancanza di fondi. Soltanto con la grande produzione autonoma di petrolio da parte del Sudan a partire dal 1999 ed i suoi conseguenti cospicui proventi ci furono dunque i soldi necessari per iniziare i lavori per la costruzione della diga che partirono nel 2002.
I principali appaltatori sono:
- China International Water&Electric Corp., China National Water Resources and Hydropower Engineering Corp. (costruzione della diga, lavori idromeccanici);
- Lahmeyer International (Germania - pianificazione, management, ingegneria civile);
- Alstom (Francia - generatori, turbine);
- Harbin Power Engineering Company, Jilin Province Transmission and Substation Project Company (Cina - estensioni per il sistema di trasmissione).

Questo progetto è stato il più grande progetto in cui l'industria cinese abbia mai partecipato.
I lavori per la deviazione del corso del fiume e per la costruzione della diga in cemento armato sono partiti nel 2004. Il progetto iniziale prevedeva per il lago di iniziare a riempirsi a metà del 2006 e per la prima turbina di generare energia elettrica entro la metà del 2007. L'operazione terminò quando il livello del lago raggiunse i 300 m sul livello del mare, in programma per il 2009. La diga è stata inaugurata il 3 marzo del 2009.

## Finanziamenti
La diga è costata in totale 1200 milioni di Euro, il 45% del quale speso per il lavoro della costruzione della sola diga, il 25% per l'equipaggiamento tecnico il ed il 30% per il sistema di trasmissione delle turbine.
- China Import Export Bank - 240 milioni di Euro
- Arab Fund for Economic and Social Development – 130 milioni di Euro
- Saudi Fund for Development – 130 milioni di Euro
- Oman Fund for Development - 130 milioni di Euro
- Abu Dhabi Fund for Development – 85 milioni di Euro
- Kuwait Fund for Arab Economic Development – 85 milioni di Euro

Il costo rimanente – 400 milioni di Euro – è stato coperto dal governo Sudanese.

## Benefici
Il livello medio di consumo annuo di energia elettrica per un sudanese nel 2002 era di soli 58 kWh , il quale corrisponde a un 1/15 del consumo di un cittadino egiziano e a 1/100 del consumo di un cittadino dei paesi aderenti all'OCSE.
La potenza complessiva della rete elettrica del Sudan era di soli 728 MW nel 2002 della quale il 45% prodotta da centrali idroelettriche e il 55% da centrali a olio combustibile ma la capacità effettiva di essa era molto più bassa. Le principali strutture per la produzione di energia elettrica erano la diga di Sennar, costruita nel 1925, e di Roseires tutte e due situate sul Nilo Azzurro.
Il governo di Khartoum ha promesso di estendere la distribuzione di energia elettrica nel paese da un totale del 30% del territorio a un totale del 90% del territorio in un lasso di tempo di medio termine. Due nuove centrali elettriche ad olio combustibile sono state inaugurate a Khartoum nel 2004 incrementando la produzione di energia fino a 1315 MW. La Diga di Merowe con la sua produzione massima di 1250 MW quasi raddoppierà la capacità delle rete elettrica nazionale.

## Impatto sulla popolazione

### Reinsediamento
Prima che cominciasse la costruzione della diga circa 63 500 persone vivevano sulle sponde del fiume adesso completamente ricoperte dal lago, la maggior parte delle quali dipendenti dalla coltivazione di alberi da dattero.
La popolazione si è spostata negli insediamenti di Al-Multaqah, Al-Makabrab e di Al-Muqadam nei quali è stato permesso di continuare a coltivare la palma da dattero.
Il governo proclama di aver migliorato gli stili di vita di questi cittadini, spostandoli in questi reinsediamenti, ma in verità la gente di queste tre nuove cittadine protesta perché:
- la qualità del terreno nei nuovi insediamenti è povera perché più sabbioso e ci vorranno decenni di lavoro sui sistemi di irrigazione prima che questo terreno si possa dire coltivabile
- il governo ha annunciato che provvederà, gratuitamente, all'approvvigionamento d'acqua, fertilizzanti e del servizio di rimozione della sabbia, per due anni dopodiché ogni singolo cittadino dovrà pagare mentre nei vecchi villaggi sulle sponde del Nilo questi servizi erano completamente gratuiti.
- i risarcimenti per la perdita delle coltivazioni di palme da dattero ammontano a solo quattro anni dei proventi sul raccolto annuale, mentre una buona palma da dattero può dare frutta fino a un periodo di 100 anni[senza fonte].

Circa 6 000 persone sono state spostate nel villaggio di Al-Multaqah, nel Deserto di Nubia nel 2003 e 2004. Molte di queste persone abitavano proprio sotto la costruzione in cemento armato della diga e durante un censimento del 2005  si è scoperto che adesso soffrono di povertà perché non possono più rivendere i loro prodotti alimentari agricoli nei mercati locali di frutta e verdura.

### Nomadi
Una gran parte della popolazione che è stata costretta a spostarsi fa parte della tribù di Manasir, di natura nomade.
Solo i proprietari terrieri sono stati risarciti dal governo mentre, molte altre famiglie sono state spostate senza ricevere niente in cambio. Dunque, le capacità di questo popolo nomade di provvedere al proprio sostentamento sono ancora tutte da scoprire.

## Diritti umani e preoccupazione per l'inizio di un'altra guerra
Le Nazioni Unite hanno compilato un rapporto, il 27 agosto del 2007, sui pericoli e l'impatto dello spostamento di circa 60 000 persone dalla zona di residenza per la costruzione del lago.
L'ufficiale delle Nazioni Unite, responsabile per questo rapporto, Miloon Kothari, ha anche detto che "molte persone non sono state nemmeno avvisate dell'innalzamento delle acque del Nilo e hanno visto le loro case distruggersi una dopo l'altra ed il governo non ha neanche nemmeno lontanamente pensato a risarcirle per i danni subiti..." e che molte di queste persone sono rimaste senza cibo e una sistemazione per diversi giorni e che ancora oggi rimangono senzatetto. Kothari ha anche spronato il governo perché si facesse tutto il possibile per restituire una casa a queste persone e ha avvisato che il progetto della diga "condurrà ad uno sfratto su larga scala e dunque solo ad ulteriore violenza".

## Archeologia
La fertilità della valle del Nilo ha attratto gli insediamenti urbani per migliaia d'anni (es. il regno di Kush). La sezione del fiume tra la Quarta e Quinta cateratta, gran parte della quale verrà inondata dal lago della diga, è stata densamente popolata fin dai tempi della preistoria, ma molto pochi sono stati gli scavi archeologici condotti in quella zona. Recenti studi hanno confermato la presenza di ritrovamenti archeologici risalenti all'Età della Pietra ed al periodo islamico.
Molte istituzioni archeologiche straniere hanno condotto scavi mirati a trarre in salve questo patrimonio archeologico, alcune delle quali sono: ACACIA project Università di Colonia, Gdańsk Archaeological Museum Expedition (GAME), Accademia delle Scienze Polacca, Università Humboldt di Berlino, Italian Institute for Africa and the Orient (IsIAO), l'University College London, la Sudan Archaeological Research Society, la Hungarian Meroe Foundation, il consorzio Università della California - Santa Barbara - Università statale dell'Arizona, e la Oriental Institute Museum of the University of Chicago.
I maggiori problemi sono le limitate dotazioni di tempo e di fondi. Cosa che non è stata invece per la costruzione della diga di Assuan dove più di 1000 siti archeologici sono stati potuti essere documentati e sono altresì stati rimossi interi edifici per impedirgli di essere sommersi dall'inondazione del Lago Nasser. Perciò i lavori archeologici sulla Quarta Cateratta sono molto più ristretti e molti meno nella quantità.
Lo studioso di storia Runoko Rashidi ha manifestato solidarietà verso la popolazione del Sudan Nubiano cercando di protestare contro l'avanzamento dei lavori e cercando di portarli verso un punto di stallo.

## Impatto politico

### Internazionale
I diritti d'uso sulle acque del Nilo sono sanciti nel Trattato delle Acque del Nilo stipulato nel 1959 da parte dell'Impero Britannico.
Ne stanzia l'82% per l'Egitto mentre al Sudan ne rimane solo il 18%, anche perché se non fosse così poi non esisterebbe neanche più il Delta del Nilo, zona ad alta intensità demografica. A nessuna delle nazioni più a monte (Etiopia, Uganda, Ruanda, Burundi, Kenya e Tanzania)
sulle sponde del Nilo, è assegnata una significativa parte delle acque né per usi idroelettrici (Rwanda, Burundi, Uganda) né per irrigare i campi agricoli (Etiopia, Kenya). Adesso che il Sudan comincia a premere per poter far valere i suoi diritti sull'uso delle acque, anche le altre nazioni hanno incominciato a chiedere una revisione sul trattato dicendo che - con l'eccezione dell'Etiopia - al tempo della stipulazione del trattato nel 1959 erano tutti quanti sottomessi alle leggi coloniche dell'Impero Britannico e non poterono dunque far valere i loro diritti al meglio. Oltre a questo la stipulazione del trattato è stata fatta senza tener conto che l'Etiopia era la sorgente di oltre il 90% dell'acqua e del 96% dei sedimenti di limo presenti nel Nilo.

### Interno
Mentre un secondo trattato di pace sembra aver fermato la guerra che da oltre 20 anni infuriava nel Sud del Sudan, sembra ancora che non ci sia una fine per il conflitto del Darfur che imperversa nella zona occidentale del Sudan. E, come se non bastasse, lo spostamento di persone per la realizzazione della diga minaccia di tramutarsi in un altro conflitto anch'esso. Il gruppo del Fronte di Liberazione per la Nubia minaccia resistenza armata per diminuire il numero di dighe in costruzione nella valle del Nilo, soprattutto a Kajbar.

## Impatto ambientale

### Salute
Il reinsediamento di 65 000 abitanti, che dovrebbero sottoporsi ad una fase di transizione della durata di qualche anno, si dovranno acclimatare e psicologicamente adattarsi al nuovo stile di vita. Dall'esperienza avuta con la costruzione della diga di Assuan e l'impatto sanitario che ha avuto sulla gente del luogo, la pianificazione strategica per prendere provvedimenti contro la Malaria e la Schistosomiasi, dovrebbe cominciare il più presto possibile.

### Evaporazione
La creazione di questa grande riserva d'acqua incrementerà la superficie del Nilo di circa 700 km². Nelle condizioni climatiche di questo sito, questo vuole dire che 1500000000 m³ d'acqua all'anno evaporeranno nell'atmosfera, il che corrisponde all'8% di acqua destinata al Sudan dal Trattato
per l'Uso delle Acque del Nilo stipulato nel 1959.